# Joseph Bonanno
Joseph Charles Bonanno (Castellammare del Golfo, Sicilia, 18 de enero de 1905 -  Tucson, 11 de mayo de 2002) fue un mafioso italoestadounidense, jefe de la familia  criminal Bonanno y también conocido como Joe Bananas. Su discreción y visión estratégica le salvaron en muchos momentos de su vida. Tras retirarse a Tucson y vivir de negocios legales como multimillonario, falleció de muerte natural a los 97 años.

## Primeros años
Giuseppe Carlo Bonanno nació el 18 de enero de 1905 en Castellammare del Golfo, una ciudad al noroeste de la costa de Sicilia.
Su familia emigró a los Estados Unidos cuando él contaba tres años y se instalaron en Williamsburg, un barrio de Brooklyn durante 10 años para luego volver a Italia. 
Partiendo de Cuba, Bonanno regresó a los Estados Unidos en 1924 escondiéndose en un barco de pesca y llegando a Tampa, Florida, con Peter Magaddino. Al llegar a la estación de tren de Jacksonville, Bonanno fue detenido por agentes de inmigración, y más tarde fue liberado con el pago de $1000 ($14,000 en 2018) de fianza.
Fue recibido por Willie Moretti y un hombre no identificado. Más tarde se reveló que Stefano Magaddino fue el responsable de rescatarlo como favor para Giovanni Bonventre, tío de Bonanno. 
Bonanno trabajó primero en una panadería propiedad de su tío y más tarde tomó clases de actor cerca de Plaza de Unión en Manhattan. Según todos los informes, se incorporó a la Mafia durante su juventud en Italia, y huyó a los Estados Unidos después de que Benito Mussolini iniciara una ofensiva contra las familias. Sin embargo Bonanno afirmó años después que huyó porque era ardientemente antifascista. Es más que probable que la causa de su emigración a los Estados Unidos fuera por la ofensiva policial de Benito Mussolini, pues en esas fechas también huyeron a los Estados Unidos otros personajes mafiosos de Castellammarese.
Eventualmente, Bonanno se involucró en actividades de contrabando. Dirigía una destilería ubicada dentro de un sótano de un edificio de apartamentos con Gaspar Di Gregorio y Giovanni Romano, que luego fue asesinado en la destilería debido a una explosión accidental. Algún tiempo después de 1926, Bonanno fue a trabajar para Salvatore Maranzano y supervisó sus destilerías en el norte del estado de Nueva York y Pensilvania; también fue responsable de rescatar de la cárcel a sus socios de contrabando. Durante este tiempo Bonanno admitió haber portado una pistola por primera vez en los Estados Unidos. 
Poco después comenzó a actuar como ejecutor de Maranzano y fue parte de su círculo íntimo. En su libro autobiográfico "Un hombre de honor" Bonanno recordó un intento de extorsión de Dominick "Mimi" Sabella, quien era hermano del propio capo de Bonanno, Michael Sabella y del jefe de la familia del crimen en Filadelfia Salvatore Sabella. Ante la coacción de "Mimi" Sabella, que le obligaba a entrar en una determinada operación de contrabando, Bonanno hizo un gesto con la mano para representar una pistola y fingió disparar a Sabella en la cabeza seis veces. Aunque Sabella era parte de la familia del crimen de Maranzano, Bonanno tenía la mayor autoridad y no se podía tener en cuenta dicho amago.

## La guerra de los Castellammarenses
Casi desde el principio, Bonanno fue reconocido por sus cómplices, especialmente Salvatore Maranzano, como un hombre con habilidades organizativas superiores e instintos rápidos; e inmediatamente se convirtió en un protegido de Maranzano. También se hizo visible ante el líder de las actividades de la mafia en Nueva York, Joe "the Boss" Masseria. Masseria comenzó a sospechar cada vez más del creciente número de italianos originarios de Castellammarese en Brooklyn. Sintió que se estaban disociando gradualmente de su liderazgo general.
En 1927 estalló la violencia entre las dos facciones rivales que pronto se convirtió en una guerra total. Esta guerra entre Masseria y Maranzano se conoció como la Guerra de los Castellammarenses y siguió activa durante otros cuatro años. En 1930, los principales ayudantes de Maranzano eran Bonanno (como subjefe y jefe de gabinete), Tommy Lucchese y Joseph Magliocco. Tommy Gagliano dirigió otra pandilla que apoyaba a Maranzano. El jefe de la mafia de Buffalo (Nueva York) Stefano Magaddino, otro castellammarese, también apoyó a Maranzano. El hijo de Magaddino era Peter Magaddino, un amigo de la infancia de Bonanno desde su época de estudiante en Palermo. Masseria tenía de su lado a Lucky Luciano, Vito Genovese, Joe Adonis, Carlo Gambino, Albert Anastasia y Frank Costello.
Sin embargo, pronto surgió una tercera facción, secreta, compuesta por mafiosos más jóvenes de ambos lados. Estos mafiosos más jóvenes estaban disgustados con las predilecciones del viejo mundo de Masseria, Maranzano y otros mafiosos de la vieja línea, a quienes llamaron "Moustaches Petes". Este grupo de mafiosos "jóvenes turcos" estaba dirigido por Luciano e incluía a Costello, Genovese, Adonis, Gambino y Anastasia en el lado de Masseria y Profaci, Gagliano, Lucchese, Magliocco y Magaddino en el lado de Maranzano. Aunque Bonanno estaba más inmerso en las tradiciones de "honor", "tradición", "respeto" y "dignidad" de la vieja escuela que otros de su generación, vio la necesidad de modernizar y unir fuerzas con los Jóvenes Turcos.
En 1931, el impulso se había trasladado a Maranzano y la facción castellammarese. Estaban mejor organizados y más unificados que los hombres de Masseria, algunos de los cuales comenzaron a desertar. Luciano y Genovese instaron a Masseria a hacer las paces con Maranzano, pero Masseria se negó obstinadamente. Al final, Luciano y Genovese concluyeron un trato secreto con Maranzano. A cambio de la seguridad y el mismo estatus para Luciano en la nueva organización de Maranzano, Luciano y Genovese asesinaron a Masseria y pusieron fin a la guerra de Castellammarese.

## Reorganización de la mafia
Después de la muerte de Masseria, Maranzano esbozó un plan de paz para todos los líderes de las pandillas de sicilianos e italianos en los Estados Unidos. Según este plan, habría 24 pandillas (que se conocerían como "Familias") en todo Estados Unidos, cada una de las cuales elegiría a su propio jefe. En la ciudad de Nueva York se establecieron cinco familias de la mafia, encabezadas por Luciano, Profaci, Gagliano, Vincent Mangano y Maranzano, respectivamente. A la cabeza de toda la organización estaría el capo di tutti capi (el jefe de todos los jefes), en este caso, Maranzano. Este último artículo del plan no agradó a muchos de los mafiosos, especialmente a Luciano. Como consecuencia, Luciano encargó el asesinato de Maranzano.
Tras la muerte de Maranzano, Bonanno se convirtió en jefe -o como él mismo se llamaba, "Padre"- de la mayor parte de la familia de Maranzano. A los 26 años, Bonanno se convirtió en uno de los jefes más jóvenes de una familia criminal. Años después, Bonanno escribió en su autobiografía que desconocía el plan para matar a Maranzano, aunque esto es poco probable; Luciano seguramente lo hubiera matado a él si hubiera sido fiel a Maranzano. En cualquier caso, Bonanno no tenía interés en comenzar otra guerra de bandas para vengar a su predecesor y deseaba reconciliarse rápidamente con Luciano.
En lugar del capo di tutti capi del plan de Maranzano, Luciano estableció una comisión nacional en la que cada familia sería representada por su jefe y a la que cada familia debería lealtad. Cada familia sería en gran medida autónoma en su área designada, pero la Comisión arbitraría las disputas entre pandillas.  El propósito de esta organización era evitar otra sangría como la guerra de Castellammarese, y según Bonanno, la iniciativa tuvo éxito. El establecimiento de la Comisión introdujo más de 20 años de relativa "paz" a la escena del crimen organizado nacional y de Nueva York, y Bonanno escribió: "Durante casi treinta años después de la Guerra de Castellammarese, ninguna disputa interna empañó la unidad de La familia y ninguna interferencia externa amenazaban a la Familia o a mí".
Bonanno fue apodado "Joe Bananas" por los periódicos, un nombre que a él le disgustaba, pues significaba que estaba loco; su familia a veces era llamada "la familia Bananas" siguiendo con el apodo. Un apodo mucho más seguro para usar a su alrededor era "Don Peppino", un diminutivo de su nombre italiano original.

## La familia Bonanno
Los subjefes de la familia mafiosa  Bonanno eran Frank Garofalo y John Bonventre. Si bien era tradicionalmente una de las más pequeñas de las cinco familias de Nueva York, estaba más unida que las otras. Con casi ninguna disensión interna y poco hostigamiento por parte de otras pandillas o la ley, la familia Bonanno prosperó en el manejo de sus préstamos, la creación de libros, la ejecución de números, la prostitución y otras actividades ilegales. En 1938, Bonanno abandonó el país y luego volvió a ingresar legalmente en Detroit para poder solicitar la ciudadanía.
La buena posición económica obtenida del crimen permitió a la familia Bonanno realizar muchas inversiones inmobiliarias rentables durante la Gran Depresión. Sus intereses comerciales legítimos incluían áreas tan diversas como la industria de la confección (tres fábricas de abrigos y una lavandería), fábricas de queso, funerarias y una empresa de camiones.  Se dijo que una de las funerarias propiedad de Joe Bonanno en Brooklyn fue utilizada como el lugar conveniente para deshacerse de los cuerpos: a los clientes de la funeraria se les proporcionaron ataúdes de dos pisos, y más de un cuerpo sería enterrado a la vez. Cuando Bonanno se convirtió en ciudadano estadounidense en 1945, era multimillonario.
A diferencia de la mayoría de sus compatriotas, Bonanno evitó en gran medida el lujoso estilo de vida asociado con los gánsteres de su tiempo. Prefirió reunirse con sus soldados en su casa de Brooklyn o en retiros rurales. Sin embargo, tenía una preferencia decidida por los cigarros caros.
El único encuentro que Bonanno tuvo con la ley durante estos años fue cuando una fábrica de ropa que él poseía parcialmente fue acusada de violar el salario mínimo federal y la ley de horas. La compañía fue multada con $ 50; Bonanno era solo un accionista de la empresa y no fue multado. Los funcionarios del gobierno luego arrestaron a Bonanno, alegando que había mentido en su solicitud de ciudadanía al ocultar una condena penal; el cargo fue desestimado en el juzgado.
A pesar de esto, Bonanno era prácticamente desconocido para el público en general hasta la desastrosa Conferencia de Apalachin de 1957, a la que, según informes, asistió. Organizada por Vito Genovese para discutir el futuro de Cosa Nostra a la luz de las intrigas que llevaron a él y a Carlo Gambino al poder, la reunión fue abortada cuando la policía investigó el origen de  muchos vehículos que asistían de fuera del estado y llegó a arrestar a muchos de los mafiosos huyendo. Bonanno afirmó que no fue a la reunión, pero el capo asistente, Gaspar DiGregorio llevaba la licencia de conducir recientemente renovada de Bonanno. Cuando DiGregorio fue arrestado, fue identificado erróneamente como Bonanno. En su lugar, un informe oficial de la policía lo enumera como si lo hubieran atrapado huyendo a pie.  Veintisiete asistentes de Apalachin, incluyendo a Bonanno, fueron acusados de obstrucción de la justicia después de negarse a responder preguntas sobre la reunión. El propio Bonanno sufrió un ataque al corazón y fue retirado del juicio subsiguiente, y tanto la acusación como las condenas resultantes fueron finalmente desestimadas.

## Vida familiar
En 1931, dos meses después del asesinato de Maranzano, Bonanno se casó con Fay Labruzzo. Tuvieron tres hijos: Salvatore "Bill" Bonanno (1932-2008); Catalina, nacida en 1934; y Joseph Charles Jr. (1945-2005).
A medida que prosperó, Bonanno compró una propiedad en Hempstead, Long Island, y se mudó con su familia, dejando Brooklyn. Cuando Bill tenía diez años, desarrolló una infección mastoidea de su oído que lo llevó a ser trasladado a un internado privado en Tucson, Arizona. Bonanno y su esposa visitarían a su hijo durante los meses de invierno. Finalmente, Bonanno compró una casa en Tucson.

## Complots y desapariciones
A mediados de la década de 1950, la Comisión que había mantenido la paz durante tantos años se estaba desmoronando. Vito Genovese y Frank Costello luchaban por el control de la familia Luciano. Vincent Mangano había desaparecido misteriosamente en 1951; casi todos los indicios apuntaban hacia Albert Anastasia, su probable asesino y uno de los hombres más temidos en el sindicato. Anastasia tomó el control de su familia, pero murió a balazos en octubre de 1957. En noviembre del mismo año la policía del estado de Nueva York allanó la infame reunión de Apalachin en la zona rural de Apalachin, Nueva York. Docenas de capos fueron capturados y acusados de varios delitos. En 1963, Joseph Valachi, un soldado de la familia Genovese, acusado de asesinar a un preso, rompió el código de omertà y se convirtió en uno de los primeros testigos protegidos. Valachi describió en detalle la estructura organizativa de la mafia, desenmascaró a muchos de los líderes y recordó viejas enemistades y asesinatos. Aunque ninguno de sus testimonios condujo a procesamientos reales, no obstante, fue devastador para la mafia.
Después de la muerte de Joe Profaci, buen amigo de Bonanno y líder de la familia Profaci, Joe fue sucedido por otro gran amigo de Bonanno, Joe Magliocco. Pronto, Magliocco comenzó a tener problemas con el rebelde Joe Gallo y sus hermanos Larry y Albert, que ahora estaban respaldados por Lucchese y Gambino. Mientras tanto, Bonanno también se sentía amenazado por Lucchese y Gambino. Magliocco y Bonanno planearon el asesinato de Gambino y Lucchese, así como del primo de Bonanno, Magaddino y el de Frank DeSimone en Los Ángeles. Magliocco entregó el contrato a uno de sus mejores sicarios, Joseph Colombo. Sin embargo, Colombo traicionó a su jefe y los delató a Gambino y Lucchese. Gambino convocó una reunión de emergencia de la Comisión. Se dieron cuenta rápidamente de que Magliocco no podría haber planeado esto solo. Al recordar lo cerca que había estado Magliocco (y antes de él, Profaci) con Bonanno, no les llevó mucho tiempo concluir que Bonanno era el verdadero cerebro.
A sugerencia de Gambino, la Comisión ordenó a Magliocco y Bonanno que se presentaran para ser interrogados. Bonanno no se presentó, pero Magliocco lo hizo y confesó. Ante su mala salud, la Comisión le impuso un castigo muy indulgente: una multa de $ 43,000 y le ordenó entregar el liderazgo de su familia a Colombo. Pronto, Magliocco falleció por su hipertensión. También tenían la intención de dejar a Bonanno fuera para evitar una repetición de los baños de sangre de los años 1930.
Bonanno ya se estaba volviendo impopular entre otros jefes de la mafia. Por ejemplo, Magaddino estaba indignado de que Bonanno se mudara a Toronto, considerado durante mucho tiempo parte del territorio de la familia Buffalo. Algunos miembros de su familia también pensaron que pasaba demasiado tiempo lejos de Nueva York, y más en Canadá y Tucson, Arizona, donde tenía intereses comerciales. Después de varios meses sin la respuesta de Bonanno, lo sacaron del poder y lo reemplazaron con uno de sus capos, Gaspar DiGregorio. Bonanno, sin embargo, no aceptaría esto. Esto hizo que su familia se dividiera en dos grupos, uno dirigido por DiGregorio, y el otro encabezado por Bonanno y su hijo, Salvatore. Los periódicos se refieren a esto como "The Banana Split".